# 马盛林
马盛林（1933年5月—2017年12月31日），中国人民解放军将领、中国人民解放军少将，天津人。 
马盛林1952年5月加入中國共産黨。1986年3月到1990年6月出任中国人民解放军第39集团军政委。
1990年6月到1992年12月出任遼寧省軍區政治委員，並且升任少將。1990年8月到1993年10月出任遼寧省委員會常務委員。2017年12月31日在沈阳逝世，享年84岁。